# Приложна математика
Приложна математика е клон на математиката, който изучава приложението на математически методи в други области на науката. Основното приложение на приложната математика е приблизителното изчисление на решения с помощта на компютри, за това и дисциплината преживява бурно развитие в последните десетилетия заедно с развитието на информационните технологии.
Тази всестранна наука има приложение в химията, биологията, физиката, икономиката, техническите науки и др. Множество открити от математиката правила се оказват валидни в природата и така приложната математика е като мост към по-пълното разбиране на принципите и законите ѝ. Много наглед случайни природни явления се обясняват съвсем точно с математически уравнения. Дори сложни социални и обществени закономерности намират своето логично обяснение, благодарение на принципите на приложната математика.
В същото време приложната математика има самостоятелно развитие, въз основа на разработените вече способи, които са вдъхновени от реални измервания. Има много спорове с различните науки, доколко е необходимо да се подхожда математически при анализа на съответните проблеми. Физиците често пъти гледат с учудване безрезултатните опити на математиците да докажат по стриктен начин съществуването на даден физически проблем, който вече е обяснен достатъчно добре и от гледна точка на физиката не се нуждае от допълнително доказване.
Две са основните групи на приложната математика:
- Числените методи описват предимно природните процеси. Това са методите на математическата физика, химия, биология, геология, както и инженерната математика. Оптимирането и моделирането са сред основните им подразделения.
- Статистиката включва различните икономически, финансови и застрахователни методологии. Дори дисциплини като социологията се покриват от математически модели.

Границата между чистата и приложната математика е размита, за това много области са обект на внимание от двете големи крила на математиката.
Други сходни математически дисциплини са:
- Компютърни науки
- Изследване на операциите
- Статистика
- Актюерни изчисления